# Cryptomelaena dynastes
Cryptomelaena dynastes es una especie de polilla de la familia Tortricidae. Se encuentra en Sumatra, en el oeste de Indonesia.